# HandBrake
HandBrake je software, který je určen k převodu (konverzi) digitálních multimediálních souborů z jednoho formátu do jiného. Je to takzvaný open-source software, to znamená, že má otevřený zdrojový kód a je zdarma ke stažení a používání. Je provozován pod GPL v2.0 licencí, která uživatelům dovoluje software volně distribuovat a upravovat jej. Je zaměřen zejména na práci s video soubory, umožňuje však i konverzi audio formátů. Je využíván jak v profesionálním prostředí, tak mezi běžnými uživateli amatéry. Řadí se mezi postprodukční nástroje. Je naprogramován v jazycích Objective-C, C a C#.

## Historie
Za vznikem HandBrake v roce 2003 stojí Eric Petit, který jej původně vyvinul pro operační systém BeOS. Dnes už je kompatibilní s jinými operačními systémy, kterými jsou Windows, MacOS a Linux. Poslední oficiální revize v Subversion (systému pro správu verzí kódu) vyšla v roce 2006, následně Petit projekt postupně opustil a vývoj byl přenechán v rukou dobrovolnické komunity, která se kolem HandBrake vybudovala.

## Funkce
HandBrake podporuje téměř všechny audio i video formáty a to jak pro vstupní soubory, tak pro výstupy konverze. K nejčastěji používaným video formátům patří MP4, MKV, AVI a MPEG, z audio formátů se zase nejčastěji využívají AAC, MP3, FLAC či ACS3. Kromě výstupního formátu si uživatel může zvolit další parametry výstupního souboru, například rozlišení, přenosovou rychlost (bit rate) či snímkovou frekvenci (frame rate). Po dokončení konverze se výstupní soubor uloží v uživatelem vybraném umístění na počítači, respektive pevném disku. Dalšími možnostmi jsou nahrání souboru do cloudového úložiště či přímé streamování a sdílení (jen u novějších verzí softwaru), nebo zápis na optický disk (DVD, Blu-ray). To jde však pouze nepřímo, HandBrake vytvoří formát vhodný k zápisu na optický disk, ale k samotnému zapsání na tento disk je třeba využít jiného softwaru. Stejně tak HandBrake přijímá vstupní formáty z optických nosičů, ale ne přímo, je nutné je nejprve extrahovat na pevný disk.